# Ligne de tramway 20B
La ligne 20B est une ancienne ligne de tramway du Groupe de Mons-Borinage de la Société nationale des chemins de fer vicinaux (SNCV) qui a fonctionné entre le 1er mars 1910 et le 23 août 1953.

## Histoire
L'exploitation est assurée comme pour les autres lignes vapeur du capital 127 dit des lignes du Borinage par la société anonyme des Chemins de fer vicinaux montois, elle est reprise en mains propres par la SNCV au 1er janvier 1912.
Vers 1936, la ligne 391 Aulnois Quévy-Nord-Belge - Harvengt Village est fusionnée avec la ligne 21A, certains services sont limités de et vers la gare de Quévy (Nord-Belge) ou le dépôt de Quévy.

## Vestiges
- Superstructure :
  - site propre entre le dépôt d'Eugies et la rue du Progrès.

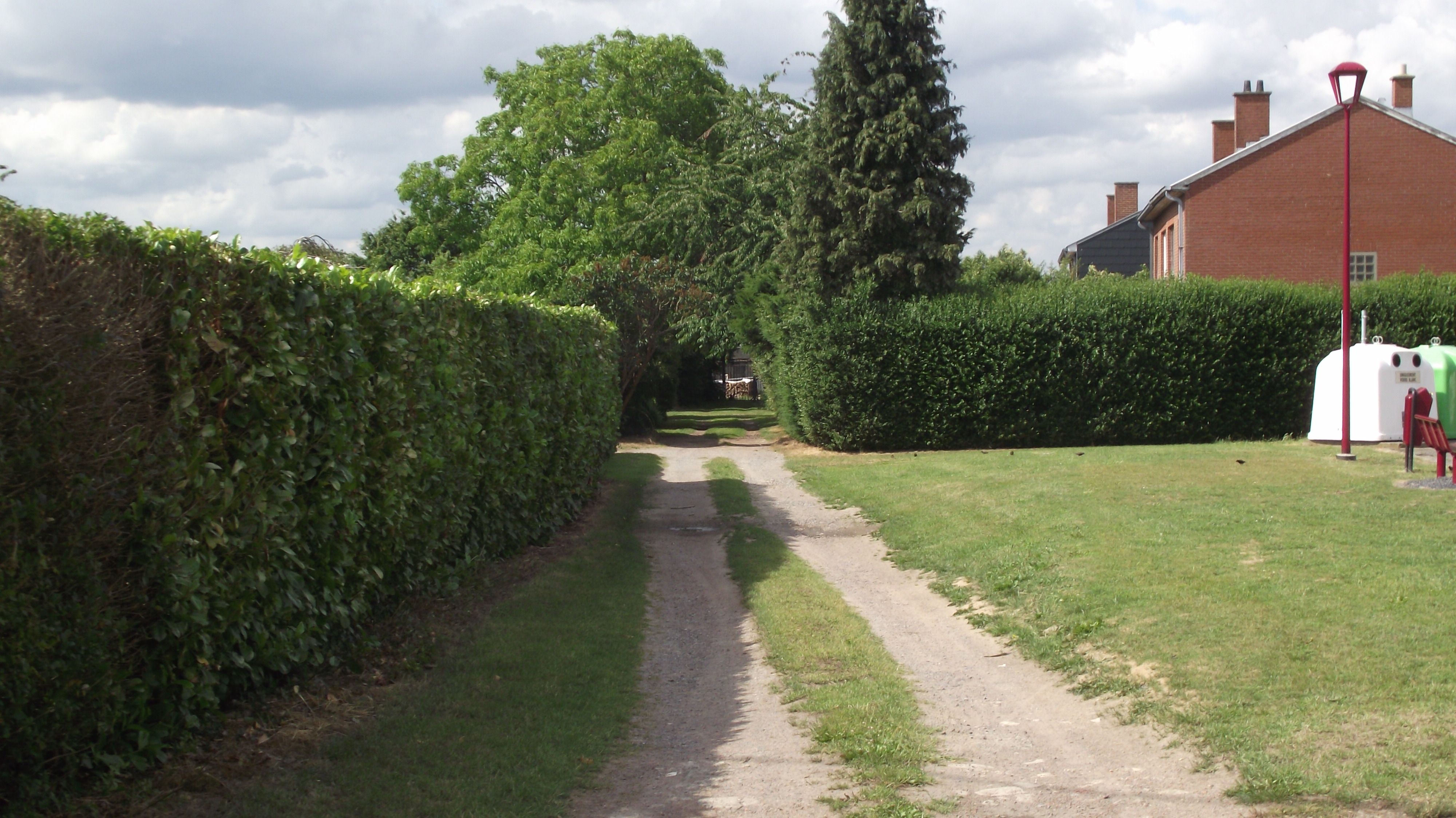
Ancien site propre entre le dépôt d'Eugies et la rue du Progrès, vue vers le dépôt au croisement avec la rue du Centre.
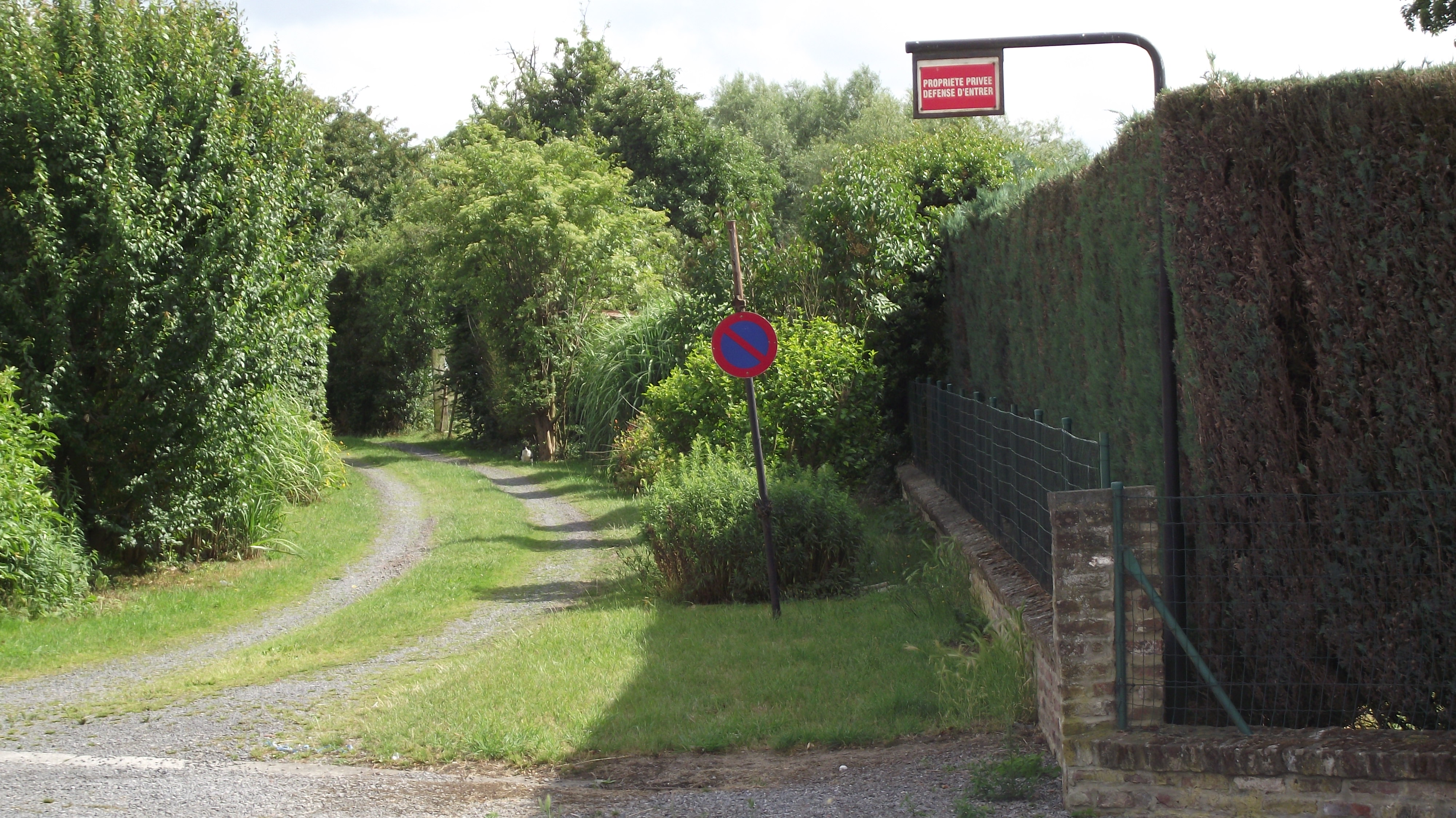
Idem, vue vers la rue du Progrès.

## Infrastructure

### Dépôts et stations
Eugies, Quévy.

## Exploitation

### Horaires
Tableaux :
- 394 en 1931[3].